# Stanisław Pomian Wolski
Pour les articles homonymes, voir Wolski.
Stanisław Pomian Wolski, né le 8 avril 1859 à Varsovie et mort le 2 mai 1894 dans cette même ville, est un peintre polonais.

## Biographie
Élève de Wojciech Gerson à Varsovie, il étudie ensuite à l'Académie des beaux-arts de Cracovie sous la direction de Jan Matejko.
Grâce à la bourse d'études, à partir du 21 novembre 1881, il étudie à l’Académie des Beaux-Arts de Munich.
Il peint principalement des peintures historiques (sujets, scènes de la campagne napoléonienne, et bataille) mais aussi des scènes de rues, de chasse ou de cirque.
Il est mort à l'âge de 35 ans à Varsovie où il est enterré, au cimetière de Powązki.

## Galerie d'œuvres

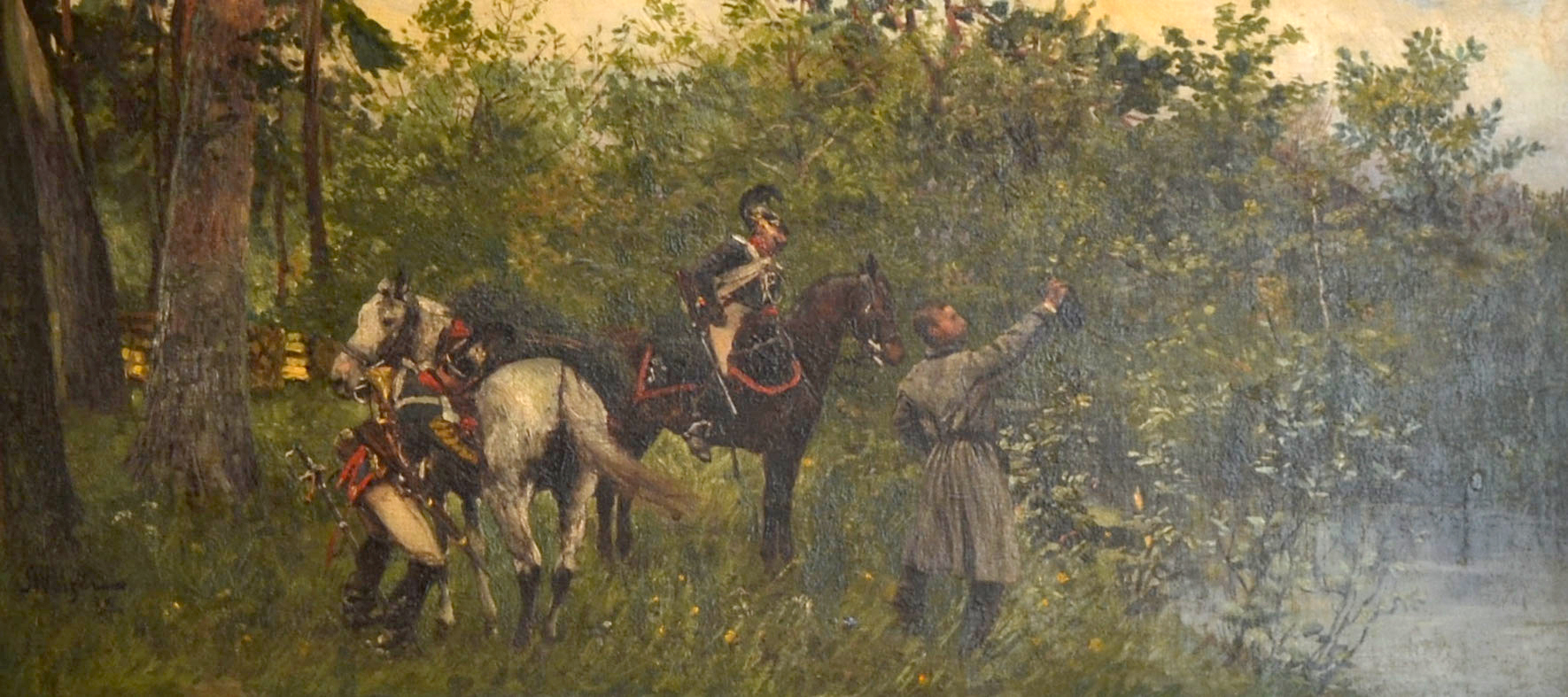
Reconnaissance (Musée Jacek Malczewski à Radom).
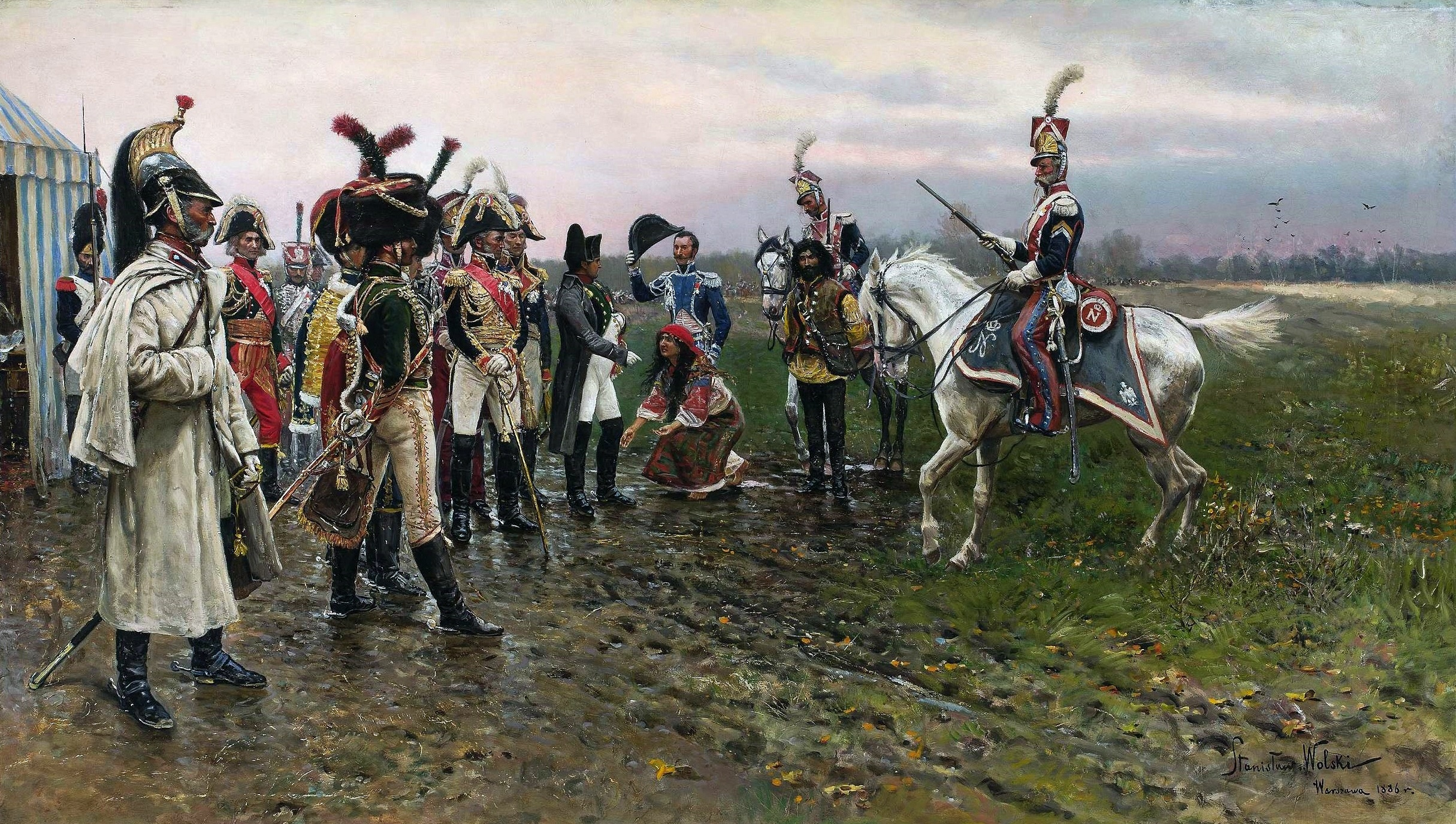
Une patrouille des Lanciers polonais de la Garde impériale ramène à l'Empereur des paysans russes. Huile sur toile - 1886.
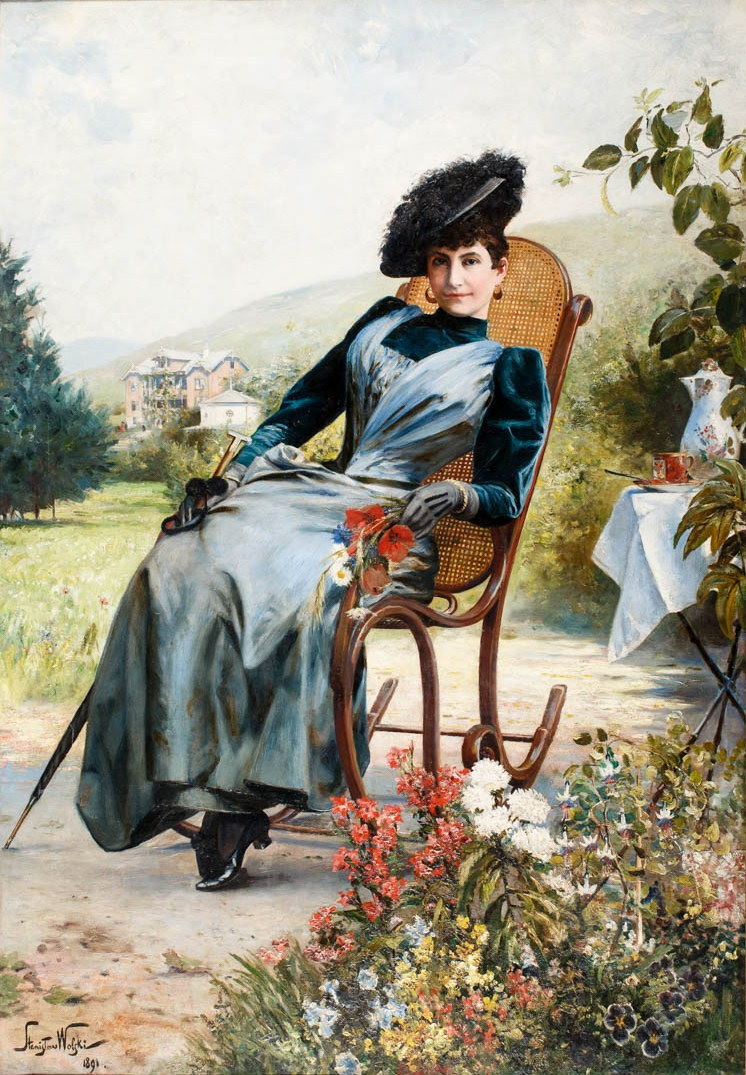
Portrait d'une dame dans le fauteuil à bascule - 1891.
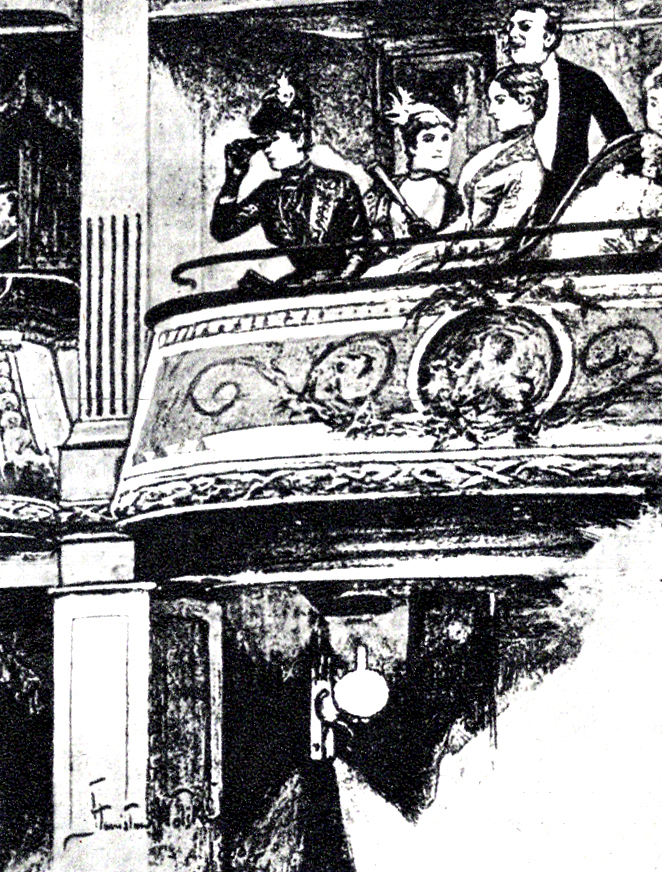
Loge du premier étage, illustration de La poupée de Bolesław Prus.